# Янина (герб)
Герб Янина (пол. Janina, Janyna, Pole w Polu, Ianina) — польский дворянский герб, включающий 160 родов, некоторые из которых включены в Общий гербовник дворянских родов Российской империи.

## Описание гербов
В Гербовник дворянских родов Царства Польского включены два герба данного имени:
1. Герб Янина: в красном поле рыцарский щит. В навершие шлема павлиний хвост.
2. Герб Янина II: в красном поле рыцарский щит, повёрнутый несколько в лево. В навершие шлема пять белых павлиньих перьев[1].

## История герба
Впервые герб упоминается в 1379 году, а по Лакиеру, начало этого герба относят ко времени Болеслава Храброго. Название герба стало также названием звезды альфа Щита в созвездии Щит, посвящённому Яну Собескому.

## Герб используют
А
1. Акст (Axt)
2. Антоновичи-Аверковы и Антоновичи-Войсимы (Antonowicz)

Б
1. Белецкие (Bielecki)
2. Белицкие (Bielicki)
3. Беловские (Bielowski)
4. Бидзинские (Bidzinski)
5. Бранвицкие (Branwicki)
6. Браницкие (Branicki)
7. Бялоблоцкие (Bialoblocki)
8. Бялобоцкие (Bialobocki)
9. Бялобродские (Bialobrodzki)
10. Бяловоцкие (Bialowocki)

В
1. Василенки
2. Вашмунтовские (Waszmuntowski)
3. Вержбенские (Wierzbienski)
4. Вержбенты (Wierzbieta)
5. Вернек (Wiernek)
6. Винярские (Winiarski)
7. Войшимы (Воишим, Воишин) (Wojszym, Woyszym, Woyszyn)
8. Волицкие (Wolicki)
9. Вржазовские (Wrzazowski)
10. Верниковские (Wernikowski)

Г
1. Габонские (Gabonski)
2. Галовские (Galowski)
3. Голубевы (Golubewi)
4. Голубицкие (Golubicki)
5. Голубицкие (Holubicki)
6. Голубовичи (Holubowicz)
7. Голубовские (Golubowski)
8. Гулинские (Gulinski)

Д
1. Данчикевичи (Danczykiewicz)
2. Доруховские (Doruchowski)

Е
1. Енткевичи (Jetkiewicz)

Ж
1. Жалинские (Zalinski)
2. Жилинские (Zylinski)
3. Жулицкие (Zulicki)

З
1. Завадские (Zawadzki)
2. Завепрские (Zawieprski, Zawieprzki)
3. Задуские (Zaduski)
4. Завадзицкие (Zawadzicki)
5. Захватовичи (Zachwatowicz)
6. Збилюта (Zbiluta)
7. Зержинские (Zerzynski)
8. Зуковские (Zukowski)
9. Зыржинские (Zyrzynski)

К
1. Канские (Kanski)
2. Карские (Karski)
3. Касперовичи (Kasperowicz)
4. Кашовские (Kaszewski)
5. Квасек (Kwasek)
6. Келчевские (Kielczewski)
7. Клиофас (Клеофас) (Kliofas, Kleofas)
8. Клишовские (Kliszowski)
9. Колачинские (Kolaczynski)
10. Кулачинские (Kulaczynski)
11. Колачковские (Kolaczkowski)
12. Корженевские (Korzeniowski)

Л
1. Лабенцкие (Labecki)
2. Ленцкие (Лендские) (Lęcki, Lędzki)
3. Липницкие (Lipnicki)
4. Лэнские (Ленские) (Łęski, Leski z Leki de Zem)

М
1. Мацеевские (Maciejowski)
2. Мщуй (Msczuy, Mszczuj)

Н
1. Нараевские (Naraevskiy)
2. Насеховские (Nasiechowski)
3. Нацевич (Nacewicz)

О
1. Ольбенские (Olbienski)
2. Ольбецкие (Olbiecki)
3. Ольшбанк (Olszbank)
4. Опоцкие (Opocki)

П
1. Пелка (Pelka)
2. Поглодовские (Poglodowski)
3. Подлёдовские (Podlodowski)
4. Поликарповы (русский род) (ОГ III, 27)
5. Порошины (русский род) (ОГ VI, 34)
6. Потоцкие (Potocki)
7. Пржевоцкие (Przezwocki)
8. Пшонки (Pszonka)
9. Пясецкие (Piasecki)

Р
1. Рдзавские (Rdzawski)
2. Ржезенские (Rzezenski)
3. Ржечицкие (Rzeczycki)
4. Ратобыльские

С
1. Садло (Sadlo)
2. Садовские (Sadowski)
3. Сверчковские (Swierczkowski)
4. Свенцицкие (Swiecicki)
5. Смосарские (Smosarski)
6. Собеские (Sobieski)
7. Сроковские (Srokowski)
8. Стоевские (Stojewski)
9. Стоецкие (Stojecki)
10. Стоинские (Stoinski)
11. Стрешковские (Strzeszkowski)
12. Стронские (Stronski)
13. Суходольские (Suchodolski)

Т
1. Тарнавские (Tarnawski)
2. Тарча (Tarcza)
3. Тхуржовские (Tchorzowski)
4. Турские (Turski)
5. Тюренковский  (Turenkowski)

У
1. Унешевские (Унешовские) (Unieszewski, Unieszowski)
2. Уржазовские (Urzazowski)
3. Уржаноские (Уржановские) (Urzanoski, Urzanowski)
4. Шацкие(Szazki)

Х
1. Хотельские (Chotelski)
2. Хуновские (Chunowski)

Щ
1. Щипецкие (Szczypiecki)

Я
1. Явицкие (Jawicki)
2. Яворские (Jaworski)
3. Яники (Janik)
4. Яниковские (Janikowski)
5. Янины (Janina)
6. Яновские (Janowski)
7. Ярошевские (Jaroszewski)
8. Ясинские
9. Яхневичи
10. Яневичи

Янина изм.
1. Варепские из Кракова (Warepski z Krakowa)
2. Юницкие

Янина II
1. Собеские (Sobieski)

Янина II изм.
1. Юргевичи (Jurgiewicz)

Янина и Прус I
1. Яновские.